# Драгослав Андрић
Драгослав Андрић (Чачак, 10. новембар 1923 — Београд, 27. мај 2005) био је српски писац, драматург, лексикограф, публициста и шахиста, састављач антологија и преводилац. Примарно је био преводилац уметничке литературе на српски са француског, енглеског, немачког, холандског, руског и других језика. Превео је преко 130 књига поезије, прозе и драме.

## Биографија
Драгослав Андрић је рођен од оца Јелисија, оксфордског ђака и мајке Зорке, учитељице. Након завршене Прве београдске мушке гимназије, школовао се на позоришном одсеку Музичке академије у Београду и у драмском студију Народног позоришта Србије. Завршио је енглеску филологију на Филозофском факултету.
Будући књижевник је матурирао у Првој београдској мушкој гимназији 1942, а потом дипломирао на Одсеку за енглески језик и књижевност Филозофског факултета у Београду. Истовремено студира и драматургију, па прву деценију свог рада ради управо као драматург у Београдском драмском позоришту, тада Савременом позоришту.
Постао је познат у 1970-им и 1980.им годинама по свом "Речнику жаргона“, хумористичкој збирки „Сваштара, уџбеник нонсенса“, антологији рок-поезије „Стерео стихови“ и неколико збирки и антологија светске поезије, између осталих и „Штихови“ Огдена Неша, Андрићевог омиљеног песника. Између 2003. и 2004. издаје антологију светске поезије у шест томова, „Америчка поезија данас“, „У име земље“ (канадска поезија), „Отисак срца у прашини“ (поезија америчких црнаца), „Ко, је л' ја?" (енглеска и америчка хумористичка поезија), „Свет у капи росе“ (класична кинеска поезија), „Не пали још светиљку“ (стара јапанска поезија).
У часопису „Време“ Андрић каже да преводиоци често знају свој језик боље од писаца, од којих се очекује да га усавршавају.
У току 2005. завршава „Сваштара - виши курс“ и „Речник жаргона“ (друго издање) са око 20 хиљада речи и израза (два пута више од првог издања), али није дочекао његово објављивање.
Андрић је 10 година радио и као драматург у позоришту. Глумица Радмила Андрић му је била супруга.
Почетком 1990-их, као гостујући професор Универзитета у Чикагу, води курс о креативном превођењу литературе.
Осим књижевности, Андрић се занимао и шахом, са којим је дошао у додир са 11 година. У периоду 1948 — 1981. се активно такмичио, имао је титулу мајстора и био је државни репрезентативац.
Радио је превод за српску синхронизацију цртане серије „Приче о животињама“, за РТС. Све улоге, као приповедачица, тумачила је његова супруга - драмска уметница Радмила Андрић.
Члан Удружења књижевних преводилаца Србије, Удружења књижевника Србије и Српског ПЕН центра.
Драгослав Андрић преминуо је 27. маја 2005. године. Само месец дана раније, са супругом, драмском уметницом Радмилом Андрић, у току 42. Дисовог пролећа посетио је родни град и чачанској Библиотеци даровао вредан поклон – око 400 књига из личне библиотеке. Последњи пут се обратио поштоваоцима свог дела на изузетно посећеној књижевној вечери, а публика је могла да погледа и изложбу његових књига у Одељењу за одрасле читаоце Градске библиотеке Владислав Петковић Дис. Њен аутор била је библиотекар мр Маријана Матовић, која је у 14. броју Гласа библиотеке публиковала студиозан преглед живота и рада Драгослава Андрића.

## Награде
- Награда „Милош Н. Ђурић”, за најбољи превод, 1969.[1]
- Награда Удружења књижевних преводилаца Србије за животно дело, 1991.[5]
- Награда „Златни прстен Багдале”, 1991.
- Вукова награда, највишег републичког признања за рад у просвети, науци и уметности.

### Књиге
- Двосмерни речник српског жаргона и жаргону сродних речи и израза, 1972, 2005.
- Сваштара - уџбеник нонсенса, 1981.
- Сваштара - виши курс, 2005.
- Andrić, Dragoslav (1994). Лексикон вицева. Grigorije Božović. ISBN 978-86-7019-143-3..
- Такнуто -Ћакнуто (ко-аутор са Љубивојем Ршумовићем)
- Види мене - вежбе за духовно опуштање (ко-аутор са Љубивојем Ршумовићем)
- Врт добре наде - песме и питалице о животињама из београдског Зоолошког врта.
- Зезалице, или песме здесна налево, 1977.

Само реч-две о овим - случајним - стилским вежбама...
Припремајући се за свој Речник сликова, кад бих зближио неке необичније риме - дакле оне које до сада нису имале срећу да се срећу - понекад бих ослушнуо шта једна другој имају да кажу. Тако су се стихови, тим неочекиванији што би необичније биле риме, оглашавали сами, здесна налево. И то шаљиви - што само доказује да се речи рађају ведре, а уозбиље се тек ако им не дамо мира.
Најзад, сваки озбиљан проблем се понајбоље и решава - шалом. Око врата. Нарочито ако испод њих дува.

"P.S. Онај коме наслов смета - треба да зна да је зезалица чист народни израз за Михаилисов ромб или Михаилисов троугао (како би наслов, значи, могао и да гласи), тј. за предео између крсне кости (os sacrum) и тртичне (os coccygeus); консултовати у томе смислу проф. др Бранислава Берића, гинеколога-специјалисту, Нови Сад“ — јануара 1977. Д. А.

#### Шах
- Шах - игра милиона, 1966, 1997.
- Матни удар, 1989.
- Шаховски забавник, 1985.
- Школа за мале и велике пацере, 1989.

### Преводи

#### Антологије и збирке
- Антологија светске љубавне поезије (превод Драгослав Андрић, Данко Анђелковић, Данило Киш и др), 1970.
- Новије фламанске приповетке, 1972.
- Огден Неш, Штихови, 1972.
- Боб Дилан, 1978. (ко-аутор са Душаном Латковићем)
- Не пали још светиљку (антологија класичне јапанске поезије), 1981.
- Ерскин Колдвел, Дувански пут, Нереди у јулу (превод Љерка Радовић, Драгослав Андрић), 1981.
- Свет у капи росе (антологија класичне кинеске поезије), 1991.
- (антологија графита), 2000.
- Стерео стихови (антологија златне ере рок-поезије), 2000.
- Америчка поезија данас. Prometej. 2003. ISBN 978-86-7639-721-1..
- Ко - је л' ја? (антологија енглеске и америчке хумористичке поезије). . 2003. ISBN 978-86-7639-740-2. Недостаје или је празан параметар |title= (помоћ).
- У име земље (антологија канадске поезије). . 2004. ISBN 978-86-7639-832-4. Недостаје или је празан параметар |title= (помоћ) (обухвата енглеску и француску језичку област)

#### Драмска дела
- Кол Портер, Пољуби ме, Кејт
- Ежен Јонеско, Позориште (сабрана дела), 1997 (група аутора у којој је учествовао и Драгослав Андрић)
- Рон Кларк и Сем Бобрик, Јеси л' то ти, Нормане?
- Жорж Фејдо, Хотел Слободан промет (позориште Јоаким Вујић, Крагујевац), 2003